# U.S. Bombs
U.S. Bombs es una banda estadounidense de punk rock formada en 1993. El también skateboarder Duane Peters es el líder de la banda, acompañado del guitarrista Kerry Martínez, Wade Walston en el bajo y Chip Hanna en la batería. Chuck Briggs, que fue guitarrista de US Bombs, murió en 2000 víctima del sida.

## Historia
La banda lanzó su primer material, un EP autotitulado U.S. Bombs, en 1996 mediante Alive Records al que le siguió Garibaldi Guard!, lanzado ese mismo año. Un año después la banda lanzó Never Mind the Opened Minds, álbum que captó la atención de Hellcat Records, filial de Epitaph. Con ellos lanzaron War Birth en 1997 y The World en 1999. En septiembre de ese mismo año, Alive Records remasteriza y relanza Put Strength in the Final Blow, el que fue primer material original de la banda grabado en 1993 en formato vinilo.
Chuck Briggs deja US Bombs y es reemplazado por Jonny Wickersham, exmiembro de Youth Brigade y actualmente en Social Distortion. La banda lanza en 2001 su quinto álbum de estudio, Back at the Laundromat y Covert Action, el sexto, salió al mercado en 2003. US Bombs ganó cierta fama con la participación en las exitosas bandas sonoras del videojuego Tony Hawk con su canción "Yer Country", que apareció en Tony Hawk's Pro Skater 4.
En 2006 la banda participó en el Vans ZonaPunk Tour (modelo brasileño del Warped Tour) y precisamente en Brasil lanzan su séptimo álbum, We Are the Problem, mediante Sailor's Grave Records.

## Miembros
- Duane Peters
- Kerry Martinez
- Wade Walston
- Chip Hanna
- Jonny Wickersham
- Curt Gove
- Jamie Reidling
- Alex Gomez
- Steve Reynolds
- Chuck Briggs
- Heiko Schrepel
- Jack Dalrymple
- Nate Shaw

## Discografía

### Álbumes de estudio
- Put Strength in the Final Blow -sólo vinilo (1994, Alive Records)
- Garibaldi Guard! (1996, Alive Records)
- Never Mind the Opened Minds (enero de 1997, Alive Records)
- War Birth (sept. 1997, Hell-Cat Records)
- The World (junio de 1999, Hell-Cat Records)
- Put Strength in the Final Blow (septiembre de 1999)
- Back at the Laundromat (marzo de 2001, Hell-Cat Records)
- Covert Action (marzo de 2003, Hell-Cat Records)
- Put Strength in the Final Blow: The Disaster Edition (julio de 2003, Disaster Records)
- We Are the Problem (abril de 2006, Sailor's Grave Records)

### EP
- U.S. Bombs 7" (enero de 1996, Alive Records)
- Kill Me Good 7"
- Scouts of America doble 7"
- Outtakes From a Beer City Basement 7" (1998)
- Great Lakes of Beer 7"
- U.S. Bombs/The Bristles split 7"
- Jaks/The Way It Ends 10"
- Hobroken Dreams (1999, TKO)
- Tora Tora Tora!/Yer Country (marzo de 2001)
- Art Kills (abril de 2003)

### En directo
- Lost In America: Live 2001 (enero de 2002)
- Bomb Everything: Live 2001 (sólo en Australia)